# Luciano Gondou
Luciano Emilio Gondou Zanelli, noto semplicemente come Luciano Gondou (Rufino, 22 giugno 2001), è un calciatore argentino, attaccante dello Zenit San Pietroburgo.

## Caratteristiche tecniche
È un centravanti forte fisicamente e abile nei duelli aerei. Spicca nella finalizzazione e risulta decisivo anche nei calci di rigore.

## Carriera
Sarmiento
Cresciuto nel settore giovanile del Sarmiento (J), debutta in prima squadra il 13 aprile 2021 in occasione dell'incontro di Coppa di Lega perso 3-0 contro l'Huracán. Trova spazio in prima squadra segnando 6 goal e 2 assist alla prima stagione in Superliga, si ripete su questi numeri nelle due stagioni successive.
Argentinos Junior
Il 10 Luglio 2023 si trasferisce a titolo definitivo all'Argentinos Junior per 3 milioni di euro. Il 21 Agosto 2023 si presenta al meglio con una doppietta contro il River Plate nella vittoria per 3-2. La sua stagione prosegue a suon di goal segna 9 reti in 14 presenze.
Zenit San Pietroburgo
Il 27 agosto 2024 viene acquistato dallo Zenit San Pietroburgo per 12 milioni di euro. Il 31 agosto successivo segna una doppietta nella vittoria in trasferta contro il Pari Nižnij Novgorod per 0-3.

## Statistiche

### Presenze e reti nei club
Statistiche aggiornate al 31 luglio 2021.
| Stagione        | Squadra         | Campionato      | Campionato | Campionato | Coppe nazionali | Coppe nazionali | Coppe nazionali | Coppe continentali | Coppe continentali | Coppe continentali | Altre coppe | Altre coppe | Altre coppe | Totale | Totale |
| Stagione        | Squadra         | Comp            | Pres       | Reti       | Comp            | Pres            | Reti            | Comp               | Pres               | Reti               | Comp        | Pres        | Reti        | Pres   | Reti   |
| --------------- | --------------- | --------------- | ---------- | ---------- | --------------- | --------------- | --------------- | ------------------ | ------------------ | ------------------ | ----------- | ----------- | ----------- | ------ | ------ |
| 2021            | Sarmiento (J)   | PD              | 4          | 1          | CA+CdL          | 2+3             | 0               |                    | -                  | -                  |             | -           | -           | 9      | 1      |
| Totale carriera | Totale carriera | Totale carriera | 4          | 1          |                 | 5               | 0               |                    | -                  | -                  |             | -           | -           | 9      | 1      |

### Cronologia presenze e reti in nazionale
| Cronologia completa delle presenze e delle reti in nazionale ― Argentina olimpica | Cronologia completa delle presenze e delle reti in nazionale ― Argentina olimpica | Cronologia completa delle presenze e delle reti in nazionale ― Argentina olimpica | Cronologia completa delle presenze e delle reti in nazionale ― Argentina olimpica | Cronologia completa delle presenze e delle reti in nazionale ― Argentina olimpica | Cronologia completa delle presenze e delle reti in nazionale ― Argentina olimpica | Cronologia completa delle presenze e delle reti in nazionale ― Argentina olimpica | Cronologia completa delle presenze e delle reti in nazionale ― Argentina olimpica |
| Data                                                                              | Città                                                                             | In casa                                                                           | Risultato                                                                         | Ospiti                                                                            | Competizione                                                                      | Reti                                                                              | Note                                                                              |
| --------------------------------------------------------------------------------- | --------------------------------------------------------------------------------- | --------------------------------------------------------------------------------- | --------------------------------------------------------------------------------- | --------------------------------------------------------------------------------- | --------------------------------------------------------------------------------- | --------------------------------------------------------------------------------- | --------------------------------------------------------------------------------- |
| 24-7-2024                                                                         | Saint-Etienne                                                                     | Argentina olimpica                                                                | 1 – 2                                                                             | Marocco olimpica                                                                  | Olimpiadi 2024 - 1º turno                                                         | -                                                                                 | 69’                                                                               |
| 27-7-2024                                                                         | Lione                                                                             | Argentina olimpica                                                                | 3 – 1                                                                             | Iraq olimpica                                                                     | Olimpiadi 2024 - 1º turno                                                         | 1                                                                                 | 60’ 90’                                                                           |
| 30-7-2024                                                                         | Lione                                                                             | Ucraina olimpica                                                                  | 0 – 2                                                                             | Argentina olimpica                                                                | Olimpiadi 2024 - 1º turno                                                         | -                                                                                 | 59’                                                                               |
| 2-8-2024                                                                          | Bordeaux                                                                          | Francia olimpica                                                                  | 1 – 0                                                                             | Argentina olimpica                                                                | Olimpiadi 2024 - Quarti di finale                                                 | -                                                                                 | 76’                                                                               |
| Totale                                                                            |                                                                                   | Presenze                                                                          | 4                                                                                 |                                                                                   | Reti                                                                              | 1                                                                                 |                                                                                   |